# ライオン (企業)
ライオン株式会社（英語: Lion Corporation）は、洗剤・石鹸・歯磨きなどトイレタリー用品、医薬品、通販、 ペット用品、化学品を手がける日本の大手生活用品メーカーである。本社ビル「JPライオンビルディング」は東京都台東区蔵前の「蔵前JPテラス」にあり、東京証券取引所プライム市場に上場している。
企業スローガンは「今日を愛する。」
同じく「ライオン」と通称される事務機器の「ライオン事務器」や、外食事業者の「サッポロライオン」（サッポロホールディングス傘下）、菓子メーカーの「ライオン菓子」、インドネシアの格安航空会社（LCC）「ライオン・エア」とは一切関係がない。

## 概要

### 設立
1891年（明治24年）10月に小林富次郎によって設立された小林富次郎商店を祖とする。小林はそれまで、播磨幸七が1880年に創業した神戸の石鹸製造会社に招かれて共同経営していた。
化粧石鹸、洗濯用石鹸を出発点として、1896年（明治29年）に粉歯磨き「獅子印ライオン歯磨」を発売した。
現在の社名は、前述の「獅子印ライオン歯磨」がヒット商品になったことに由来する。「象印歯磨」「キリン歯磨」といった、動物の名前を冠した歯磨剤が世間に広く流通していた時代に、百獣の王を指し丈夫な牙を持つ「ライオン」が、歯磨剤のネーミングとして相応しいということで採用に至ったものとされる。
商品開発力は高く、1966年（昭和41年）に発売されたローションタイプの台所用洗剤「ママレモン」は、台所用洗剤の代名詞として有名な存在である。
さらに、1956年（昭和31年）8月に発売した粉末タイプの台所用洗剤である「ライポンF」は、世界初の台所用洗剤であると社史に記されている。なお欧米諸国では、台所洗剤というと液体洗剤を指すため、台所用液体洗剤としては、世界初のアメリカ、世界第2位,第3位の欧州諸国に次いで、「液体ライポンF」がアジア初ならびに世界第4位となる。
展開する事業分野においては、花王が日本国内最大の競合企業である。競合するほとんどの商品シェアは花王に次ぐ第2位であるが、創業品目の歯磨きは現在でもトップシェアを誇る。
戦前の一時期、プロ野球「ライオン軍」（現在の横浜DeNAベイスターズの系譜の前身）のスポンサーとなり、戦後はパシフィック・リーグ（パ・リーグ）を中心に野球との関わりが強い時期があった。ちなみに戦後パ・リーグ発足とともに設立された西鉄ライオンズ（設立当初は西鉄クリッパース、現在の埼玉西武ライオンズ）とは資本上の関係はないが、「ライオン」で共通することから宣伝面でのタイアップを申し出て球団歌「西鉄ライオンズの歌」を贈呈している。
みずほグループ（旧十五社会（日本勧業銀行系）→三金会）の一員でもある。
ライオンのサステナビリティ（持続可能性）の原点は、創業者・初代 小林富次郎の言葉「人のため世のため役立つ仕事」にあり、社是・経営理念は次のようになっている。

### 社是
「愛の精神の実践」を経営の基本とし、人々の幸福と生活の向上に寄与する。

### 経営理念
1. われわれは、人の力、技術の力、マーケティングの力を結集して、日々の暮らしに役立つ優良製品を提供する。
2. われわれは、創業以来の伝統である「挑戦と創造の心」を大切にし、事業の永続的発展に努める。
3. われわれは、企業を支えるすべての人々に深く感謝し、誠意と相互の信頼をもって共栄をはかる。

## 沿革

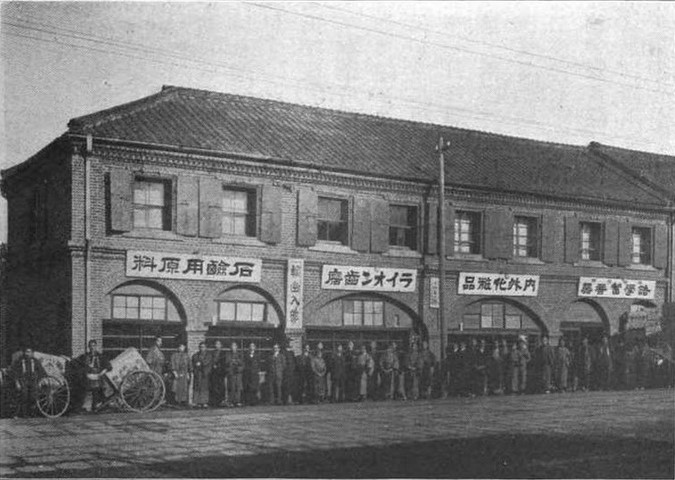
小林富次郎商店

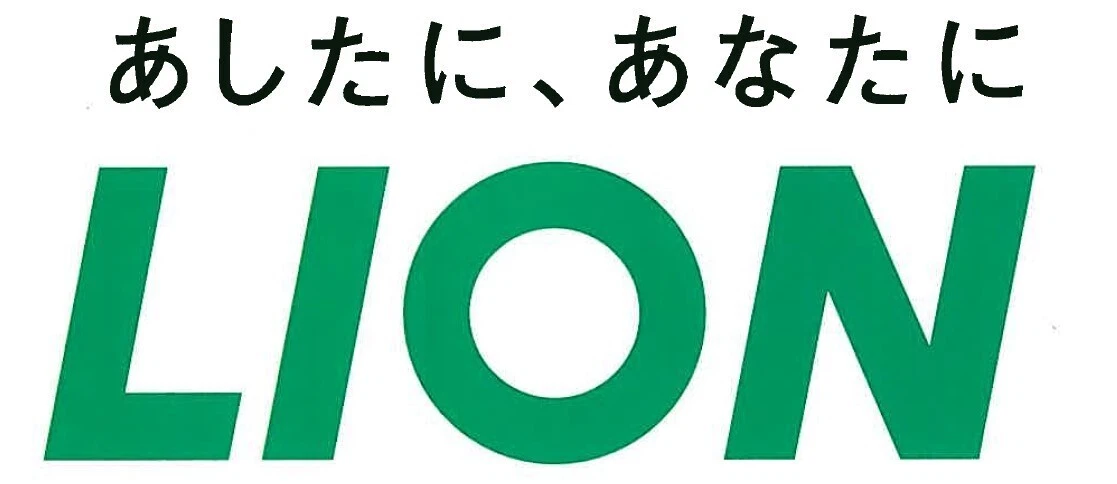
2001年～2004年7月に使われたロゴ

| 年度                       | 出来事 |
| -------------------------- | --- |
| 1891年（明治24年）10月30日 | 初代小林富次郎が東京・神田に小林富次郎商店を創業。 |
| 1899年（明治32年）         | 大阪支店開設。 |
| 1908年（明治31年）         | 匿名組合小林商店に改組。 |
| 1910年（明治43年）         | 名古屋支店開設。合資会社ライオン石鹸工場を設立。 |
| 1914年（大正3年）12月      | ライオンコドモハミガキを発売。1ダース30銭、付録つき。 |
| 1918年（大正7年）9月3日    | 株式会社小林商店に改組。 |
| 1919年（大正8年）8月1日    | 石鹸部門を分離し、ライオン石鹸株式会社を設立。 |
| 1940年（昭和15年）9月11日  | ライオン石鹸株式会社をライオン油脂株式会社に改称。 |
| 1949年（昭和24年）2月1日   | 株式会社小林商店をライオン歯磨株式会社に改称。 |
| 1971年（昭和46年）         | 墨田区本所にライオン歯磨の新社屋（後の本社社屋）、墨田区横網にもライオン油脂の新社屋（現在の東京オフィス）がそれぞれ竣工。 |
| 1975年（昭和50年）         | ニチバンから海外の絆創膏ブランドであった「サビオ」の日本国内での販売権を譲り受け、新規に発売（現在は絶版）。 |
| 1980年（昭和55年）1月1日   | ライオン歯磨とライオン油脂が対等合併し（新）ライオン株式会社発足 を記念して、「ゆく年くる年」の放送後、午前1時からTBSが制作幹事となり全民放テレビ局（びわ湖放送除く）に向けて1社提供番組「ライオンスペシャル・'80年未来をこの手に!」が放送された。この番組のCMから、企業スローガンが「おはようからおやすみまで、暮らしをみつめる」となる。 |
| 1985年（昭和60年）         | 藤沢薬品（現在：アステラス製薬及び第一三共ヘルスケア）の家庭用品事業（パイプマン・ピコレット・油っ固）を譲受。 |
| 1991年（平成3年）1月1日    | 創業100周年を機にコーポレートアイデンティティ導入、ライオンの雄叫びシルエットを用いたカタカナの「ライオン」ロゴから、現在の緑色の「LION」ロゴに変更（この際、企業スローガンを「いつも暮らしの中に」に改訂）。雄叫びシルエットを用いたロゴは現在も正式な社章・社旗として使用されている。                                                    |
| 1993年（平成5年）3月16日   | 紫外線防止対策で髪のUVダメージを防ぐヘアケア「レイブロック（RAY BLOCK）UVシャンプー&リンス」を発売。アンネ株式会社を吸収合併。 |
| 1996年（平成8年）          | ホームページ開設。通産大臣（現在：経済産業大臣）表彰「消費者志向優良企業賞」を受賞。 |
| 2001年（平成13年）         | 創業110周年を機に、企業スローガンを「あしたに、あなたに」に改訂。 |
| 2002年（平成14年）         | ライオンが生理用品から撤退、エルディタンポンをユニ・チャームへ譲渡。 |
| 2003年（平成15年）         | 「マコーミック」ブランドの販売権をミツカンに譲渡。 |
| 2004年（平成16年）         | 韓国のCJグループの生活用品部門を譲り受け、韓国での商号をCJライオンとする。藤重貞慶が代表取締役社長に就任する。 |
| 2004年（平成16年）12月29日 | 中外製薬の一般用医薬品・医薬部外品（グロンサン・グロモント・新中外胃腸薬（現在のスクラート胃腸薬）・バルサンなど。一時期米MSD社との合弁会社から発売していたことがある）の製造・販売権等を譲受、ただし事業として重複する外用鎮痛消炎薬は譲受せず（「ゼノール」は大鵬薬品が譲り受ける）。                                                    |
| 2006年（平成18年）         | 子会社ライオンビルメンテナンス株式会社の全株式を日本管財株式会社に譲渡。社名は管財ファシリティ（後に日本管財サービスとなり、日本管財に吸収合併）となる。 |
| 2007年（平成19年）         | 第16回地球環境大賞を受賞。 |
| 2007年（平成19年）7月31日  | ブリストルマイヤーズ・ライオン（ブリストル・マイヤーズスクイブとの合弁）から、「バファリン」と「エキセドリン」の商標権を304億円で取得。ライオンの商標権取得額としては過去最高金額で、同日合弁会社ブリストルマイヤーズ・ライオンを解散し、8月1日から、ライオン単独での事業運営を開始した。                                                  |
| 2008年（平成20年）6月24日  | 環境省の「エコファースト制度」に認定。 |
| 2010年（平成22年）11月     | 国内初となる全国ネットの当社提供番組におけるクローズドキャプション方式による日本語字幕付テレビCMのトライアル放映を開始。 |
| 2011年（平成23年）         | 創業120周年（10月30日）を迎え、2分=120秒という同社の中では最も長い、企業イメージCM「タイムスリップ家族」編を制作。雑誌「東京グラフィティ」とのコラボ企画で、内容は昔の写真から現在の人物が昔と似た衣装で登場するというものである。中には上記における旧式のロゴや、同社製品の新旧対比の写真、さらに本物のライオンが登場する場面もあった。   |
| 2012年（平成24年）1月1日   | 前述の創業120周年を機に企業ステートメントを定め、同時に企業スローガンを「今日を愛する。（英語版では「life.love.」）」に改訂。 |
| 2015年（平成27年）         | 完全子会社の一方社油脂工業株式会社に、化学品事業を会社分割により承継。同時に一方社油脂工業株式会社はライオン・スペシャリティ・ケミカルズ株式会社（初代）を吸収合併し、ライオン・スペシャリティ・ケミカルズ株式会社（2代目）に商号変更（逆さ合併による統合）。                                                                              |
| 2016年（平成28年）         | 株式会社資生堂の子会社で、小売業の店頭メンテナンス事業を行う株式会社ジャパンリテールイノベーションの株式の一部をユニ・チャーム株式会社と共に取得して、3社の合弁会社（資生堂：60%、当社およびユニ・チャーム：各20%ずつ）に移行し、小売店での店頭メンテナンスや売り場づくりによる協同を開始。                                                |
| 2017年（平成29年）         | 韓国の子会社であるCJライオンを完全子会社化の上で、商号をライオンコリアに変更。 |
| 2018年（平成30年）12月28日 | 「バルサン」の商標権・製造権・販売権並びにライオンパッケージング株式会社の全株式をレック株式会社へ譲渡。同時に殺虫剤事業から撤退（但し、氷殺ジェットの自主回収業務は継続）。 |
| 2019年（令和元年）7月31日  | 株式会社資生堂の子会社である資生堂薬品株式会社の皮膚用薬ブランド「フェルゼア」と「エンクロン」に係る知的財産権等を譲受（「フェルゼア」は乾燥肌治療薬のみで、入浴剤などのボディケアは譲受せず。2025年1月末までに全製品の製造を終了。「エンクロン」は2021年3月までに順次製造が終了となり、「メソッド」へ統合）。                             |
| 2021年（令和3年）4月1日    | 出光ライオンコンポジット株式会社のライオン保有分の株式全てを、出光興産株式会社へ譲渡（7月1日付で出光ファインコンポジット株式会社へ社名変更される）。 |
| 2023年（令和5年）1月1日    | 本社を墨田区本所から台東区蔵前へ移転（日本郵政不動産株式会社が開発した「蔵前JPテラス」のオフィス棟「JPライオンビルディング」に入居）。日本国内で放映されている全てのテレビCMを日本語字幕付きに完全移行。 |
| 2023年（令和5年）4月3日    | JPライオンビルディングへの本社移転が完了し、グランドオープンを迎える。 |
| 2023年（令和5年）11月30日  | 通信販売ルート向けの機能性表示食品に係る事業を吸収分割により日清食品株式会社へ承継。これにより、「LIONウェルネスダイレクト」の名称で展開していた通信販売事業から撤退。 |
| 2024年（令和6年）3月29日   | 外用鎮痛消炎薬「ハリックス」の商標権・製造権・販売権を帝國製薬株式会社へ譲渡（ロールオンタイプの「ハリックス ほぐリラ」は譲渡を行わず製造終了、貼り薬3製品は帝国製薬株式会社の子会社であるテイコクファルマケア株式会社を通じて同年4月3日に発売された）                                                                                     |
| 2024年（令和6年）6月28日   | 「グロンサン」「新グロモント」の商標権・製造権・販売権をレック株式会社へ譲渡。同時にドリンク剤市場から撤退。 |
| 2025年（令和7年）6月30日   | 調理関連品ブランド「リード」を同年10月31日付で旭化成ホームプロダクツ株式会社（旭化成株式会社の子会社）へ譲渡することを発表（なお、同社には「クックパー」や「ジップロック」があるため、譲渡対象となるのはクッキングペーパー、プロ用ペーパー100、業務用ホットクッキングシートのみ）。                                                        |

## 主な拠点

### 事業所
- 本社・東京オフィス（東京都台東区蔵前）：JPライオンビルディング
- 札幌オフィス（北海道札幌市中央区）
- 仙台オフィス（宮城県仙台市（青葉区））
- 名古屋オフィス（愛知県名古屋市中区錦）
- 大阪オフィス（大阪府大阪市中央区）：本町南ガーデンシティ
- 福岡オフィス（福岡県福岡市早良区）
- ライオン歯磨株式会社関西本社（大阪府大阪市福島区）1971年（昭和46年）6月～2017年（平成29年）8月に大阪市中央区オフィスが移転後、ビル建物が解体　※ライオン関西本社1階入口に「歯のクリニック」も設置していた。

### 生産拠点
- 千葉工場（千葉県市原市）
- 小田原工場（神奈川県小田原市）
- 大阪工場（大阪府堺市西区）
- 明石工場（兵庫県明石市）
- 研究開発本部（東京都江戸川区）

### 研究所
- 研究開発本部（東京都江戸川区平井）
- 小田原研究所（神奈川県小田原市・小田原工場内）

## グループ・関連会社

### 国内
- ライオンケミカル（東京都）※後述の和歌山県の企業とは同名別会社。
- ライオンエキスパートビジネス
- ライオン・スペシャリティ・ケミカルズ
- ライオンハイジーン
- ライオンペット ※2023年1月1日付でライオン商事から商号変更
- ライオンエンジニアリング
- 休日ハック
- ライオン歯科材
- ライオンともに

### 海外
- 韓国ライオン（Lion Corporation (Korea)）韓国］
- 青島ライオン（Lion Daily Necessities Chemicals (Qingdao) Co., Ltd.）［中国］
- 香港ライオン（Lion Corporation (Hong Kong) Ltd.）［中国（香港）］
- 台湾ライオン（Lion Chemical Industry (Taiwan) Co.,Ltd.）［台湾，合弁会社］
- タイライオン（Lion Corporation (Thailand) Ltd.）［タイ］
- サザンライオン（Southern Lion Sdn. Bhd.）［マレーシア］
- ライオンエコケミカルズ（Lion Eco Chemicals Sdn.Bhd.）［マレーシア］
- シンガポールライオン（Lion Corporation (Singapore) Pte.Ltd.）［シンガポール］
- ライオンウィングス（P.T. Lion Wings）［インドネシア］

### かつてライオングループだった企業
- ヘンケル ライオン コスメティックス（現在：シュワルツコフヘンケル、旧山発産業）
  - 「パオン」「フェミニン」「マロン」「フレッシュライト」などを出していた山発産業を2000年にシュワルツコフヘンケルの親会社であるドイツのヘンケルグループが買収、その山発産業にライオンは資本参加していた。債務超過の状態が解消されなかったため、2004年にライオンが契約を更新しなかった。なお、現在もライオンが株の15%を保有している。
- アンネ
  - 生理用品（ナプキン）の製造・販売。1961年11月、吸収力が高く、水洗トイレに流せる「アンネナプキン」を発売。一時期、生理用品の代名詞にもなったが、後発メーカーの台頭もあり業績が悪化。1971年にライオン歯磨が資本参加したのをきっかけに1980年に子会社化し、1993年1月1日にライオン本体に吸収合併。「エルディ」の生理用品事業については現在はユニ・チャームに譲渡された。社名は、「アンネの日記」の著者、アンネ・フランクに由来する。
- ライオンかとり
  - かつて蚊取り線香（ライオンかとりせんこう）等の殺虫剤を手掛けていた（ただ、元々からライオングループ企業ではなく、1885年に創業し、全くの無関係な会社だったが、1973年、当時のライオン歯磨との業務提携を行って傘下となり、1975年にライオン歯磨との間に国内販売委譲契約を締結）。本社は大阪市に所在していた。また、大阪証券取引所（現在：東京証券取引所）に上場していた。1991年にライオングループから離脱、その後ジョンソンの子会社となるが、1999年にジョンソンから離脱して、現在は中堅のライオンケミカル（本社・和歌山県有田市）となっており、人的・資本関係はない。現在は地元のテレビ和歌山においてスポットCMを展開中。（注）その後、ライオンの方は、殺虫剤事業は中外製薬から移譲。「バルサン」のブランドを継承し、 2005年に再参入する。なお、ライオンの関連会社にライオンケミカルという会社があるが、こちらとは別会社である。
- ライオンビルメンテナンス
  - 日本管財に譲渡して、管財ファシリティ（のちの日本管財サービス）となる。2017年12月、日本管財に吸収合併され解散となった。
- ライオン・マコーミック
  - アメリカのスパイスメーカーマコーミックと合弁していたが、2007年4月1日でユウキ食品に譲渡され、一般食品事業から完全撤退した。また、ライオン・マコーミックが販売していた「李錦記」（香港の食品メーカー）ブランドはエスビー食品に譲渡された。
- ブリストル・マイヤーズ・ライオン
  - 米ブリストル・マイヤーズ・スクイブ（BMS）との合弁会社。1962年から「バファリン」「エキセドリン」「ソフネス」を日本で発売したが、2007年、中国を除くアジア・オセアニア地域の「バファリン」「エキセドリン」「ソフネス」の事業をBMSがライオンに売却し、2007年12月をもって清算された。
- 株式会社創文
- ケッチェン・ブラック・インターナショナル
  - 米アクゾ・ノーベルと同社の合弁会社で、前述ライオン・スペシャリティ・ケミカルズ（旧ライオン・アクゾ）とは別に設立した。カーボンブラック（黒炭）商品の共同開発のため設立。開発成功→特許取得という当初の目的を完了したため、現在はライオン本体へ事業移管。
- ライオンパッケージング
  - 2018年12月28日付で全株式をレックへ譲渡したと同時に、商号をバルサン株式会社へ変更。
- 出光ライオンコンポジット
  - 出光興産との合弁会社であったが、2021年4月1日付で合弁を解消した上で出光興産の完全子会社化。2021年7月1日付で商号を出光ファインコンポジットへ変更。

## 販売推進・広告

### 歴代キャッチコピー
- 「美しい明日をつくる」（1971年 - 1979年、ライオン歯磨・ライオン油脂時代）ハミガキ・ハブラシのテレビCMでは1977年頃以降1979年末の社名変更前まで「食べたらみがきましょう」の表記があった(「食べたらみがきましょう」「食べたら、歯みがき」は新発売時に表示されなかったことがあった）。
- 「おはようからおやすみまで、暮らしをみつめる」（1980年1月 - 1990年12月、ライオン歯磨・ライオン油脂合併直後）一社提供番組や筆頭社番組では1983年頃からライオンマークと「おはようからおやすみまで　暮らしをみつめる　ライオン」の提供クレジットがあった（1983年頃までと昭和天皇崩御の1989年にはライオンマークとライオンの文字のみだった時期があった）。CM最後のロゴ背景は、1983年5月までは「暮らしをみつめる ライオン」、1983年4月・5月の一部商品は「〇〇〇〇はライオン」、1983年6月以降は「ライオンの〇〇（製品ジャンルが入る）」という表記をしていた。ハミガキ・ハブラシのテレビCMでは1981年12月頃から1983年5月頃まで「食べたら、歯みがき」の表記があった。バファリン・エキセドリン・スマイル・Ban16・オルタス・バイタリス（旧・ライオン歯磨）・エメロン（旧・ライオン油脂）などのテレビCMは1983年5月まで「ライオン歯磨」「ライオン油脂」「暮らしをみつめる ライオン」の表記はされていなかった。1987年頃から1992年頃までハミガキのCMは冒頭に「ハミガキはライオン」（1991年1月からは「ハミガキはLION」、1992年は「しっかりブラッシング」の表記が冒頭にあった）のサウンドロゴが流れていた。
- 「いつも暮らしの中に」（1991年1月 - 2000年12月、ここから提供クレジットの社名表記が現在の「LION」に）
- 「あしたに、あなたに」（2001年1月 - 2004年7月）
- 「おはようからおやすみまで、暮らしに夢をひろげる」（2004年8月 - 2011年12月）
- 「今日を愛する。」（日本語）「life.love.」（英語）「오늘을 사랑합니다.」（朝鮮語）（2012年1月 - ）

番組に90秒以上、もしくは一社提供時は、このキャッチコピーが表示・クレジットされる。

### 商標、ロゴなどの表示
1920年（大正9年）7月1日、大阪の通天閣（初代）の塔の側面に「ライオン歯磨」の巨大ネオン広告を掲げた。ロゴの「LION」を逆さまにして見ると「NO17（エヌオーいちなな、ナンバーじゅうなな）」に見えることから、同社はその「NO17」も商標登録している（商標登録第2419294号）。

### キャッチコピー
- 「今日を愛する。」（日本語）「life.love.」（英語）

番組に90秒以上、もしくは一社提供時は、このキャッチコピーが表示・クレジットされる。

### 企業キャラクター
- ライオンちゃん：2社合併後に低下傾向にあった企業認知度の向上を目的に[29]、1983年に制定。デザイナーはカルロス・マルキオリ。「ライオンちゃん」という名称だが、妻と息子、娘の4人家族[30]。緑色のタテガミに、顔と体の部分は黄色。腹部には黒色のへそのような物がついている。『いただきます』『ごきげんよう』『グータッチ』『バイキング』『ミライ☆モンスター』『ポップUP!』『ぽかぽか』には着ぐるみが登場し、番組のアシスタント業務も行っていた[注 4]。明石工場の建物にも描かれている。
- ムシバラス：ライオンちゃんが登場する以前から存在するキャラクター。特に歯科衛生材関係のキャラクターとして活躍しており、アンパンマンとのコラボ本が刊行されたこともある。

### 大会やイベントのスポンサリング
- 1961年に後楽園球場の旧スコアボード（電光掲示板になる前の手書き式）に広告を出し、この広告看板にホームランを当てた選手に“スーパー・ホーマー賞”として100万円、広告部分以外のスコアボードに当てた選手には50万円と、それぞれ賞金を提供していた[31]。
- ビートルズの来日公演（1966年）の協賛及び番組スポンサーを務め、同公演の際、会場内には企業名や製品名（エメロン、ブルーダイヤ等）の垂れ幕を掲げた。
- 日本テレビ系列のテレビ番組『ライオンスペシャル全国高等学校クイズ選手権』の冠スポンサーだった（第2回・第4回・第6回 - 第41回）。
- 熊本放送（RKK）が主催する「RKK女子駅伝競走大会」（毎年2月11日（建国記念の日）に開催）の冠スポンサーで、大会名に「ライオンスポーツスペシャル」というタイトルを付ける。また、大会当日の午前中、RKKテレビでの生中継は一社提供番組として放送される。この大会にあわせて、熊本県の消費者向けに、当社製品を対象にした「応援キャンペーン」と銘打った懸賞が実施される。
- 全日本バレーボール小学生大会に1981年から2000年まで協賛しており「ライオンカップ」の冠をつけていた。こちらも高校生クイズ同様、日本テレビ系で放送され「ライオンスポーツスペシャル」として開催された。
- 国立競技場で開催された国際青年年の記念音楽イベント「ALL TOGETHER NOW」(1985年) の冠スポンサーだった。
- FM東京主催の『ライオンリスナーズグランプリ』（後のJFNリスナーズアウォード）の冠スポンサーだった (1976年 - 1994年)。
- かつてベルマーク運動にも参加していた。
- 2015年より、日本卓球協会主催のジャパントップ12卓球大会の協賛を始める。

### 提供番組
一社提供ならびに筆頭スポンサーを務める一部番組では、出演者やスタジオセットを使いライオンの社員も登場する番組限定のコラボレーションCM（60秒）が放送されている。コラボレーションCMと『ラヴィット!』内の生CMでは使用上の注意テロップを表示する必要のある医薬品の場合、CM出演者が「ピンポーン」と言って締める。

#### 一社提供番組

##### テレビ
全国ネット番組(現在)
- TBS系列・平日8:00枠前半
（前半部分のみ・下記の特殊例を参考）
  - ラヴィット!（2021年3月29日 - 現在放送中）
  - モーニングジャンボ奥さま8時半です
  - 森本毅郎さわやかワイド
  - モーニングEye
  - はなまるマーケット
  - いっぷく!
  - 白熱ライブ ビビット→ビビット
  - グッとラック!

ローカル番組(現在)
- ライオンのハイサイ新婚さん（沖縄テレビ）
- ※朝日放送テレビ制作の『おはよう朝日です』および『おはよう朝日土曜日です』では、2010年9月まで、星占いランキングのスポンサーとして同社が提供していた（2017年10月現在は平日版はアート引越センター、土曜版はエースコックが星占いランキングのスポンサーとして提供している）。

過去
- 日本テレビ系列
  - お昼の演芸：当時の油脂・歯磨時代に提供。昭和30年代にかけて水曜昼に放送。「脱線トリオ」を生み出した。
  - 亭主宿六夫族：同上。
  - マネましょう当てまショー：同上。
  - 美しき嘘：同上。ここから水曜21:00 - 21:30に移動。
  - 天真らんまん：同上。
  - 明治天皇（第1部）（読売テレビ制作）：同上。金曜21:00 - 21:30に移動。
  - ザ・ビートルズ日本公演：同上。
  - ライオンお笑いネットワーク（読売テレビ制作）：同上。
  - 輝きYELL!

- TBS木曜19:30枠
  - スーパーマン：木曜20:00より移動。歯磨のみ参入。
  - スーパー・ヒューリー
  - レストレス・ガン：油脂が加入。
  - 命知らずのケリー
  - チビッコ大将
  - チャコちゃんシリーズ：第3作『チャコちゃんハーイ!』より。
  - ケンちゃんシリーズ：『おそば屋ケンちゃん』から油脂のみ撤退。『カレー屋ケンちゃん』から歯磨が花王石鹸（現在の花王）と代わる。

- TBS平日昼2時枠の連続ドラマ：後期のみ。
- フジテレビ系列・土曜19時枠
  - ジャブジャブショー（フジテレビ系列）：油脂のみ提供。油脂主催の全国巡回バラエティショーをテレビ放送。
  - チエミのかわら版太平記（フジテレビ系列）：同上。
  - もうれつ先生（フジテレビ系列）：同上。後に和泉製菓に交代。

- エメロンナイト レディーファースト（フジテレビ系列）：同上
- ライオンのMy家事ゅある（フジテレビ）
- ライオンのグータッチ（フジテレビ系列）
- チャレンジQ（関西テレビ）
- テレビ東京系列・土曜22:00枠
  - ライオンのわがまましてます50人
  - ライオンのわがまま夢中船→チェックTV ライオンのDo you 土曜?
  - ライオンのおしゃべりな夜

- ライオンスペシャル '83クリスマスキャロル 聖夜だヨ!120分（TBS系列） - 1983年12月24日（土曜日）の深夜に生放送されたクリスマス特番。ライオン筆頭提供番組『8時だョ!全員集合』のザ・ドリフターズが中心になり、「ルックシリーズ」の淡谷のり子、「デンターライオン」の加山雄三、「ビトイーンライオン」の斉藤慶子、「エチケットαライオン」の岸本加世子、「アクロン」の東八郎、「スマイル」の関口宏、「ホワイトアンドホワイト」の七代目尾上菊五郎・寺島純子（現：富司）夫婦などといった、ライオンCM出演者がゲスト出演した。
- オールスターびっくり新年会（フジテレビ系列）：1981年 - 1986年に放送していた正月特番。生CM有り。
- ライオンスペシャル '85春・ファッション!歌う国技館（フジテレビ系列）：1985年3月に『木曜ファミリーワイド』で放送。両国国技館こけら落とし番組。
- 全国高等学校クイズ選手権（日本テレビ系列）：夏大会のみ。1992年からライオンを筆頭にした複数社に移行。
- ご存じですか（日本テレビ系列）：2008年3月まで火曜日に提供していた。
- おじょママ!P（関西テレビ）：前半のみ
- アンタッチャブル（NET系列）：歯磨のみ。
- ライオン女性劇場（NET系列）
- ライオンのお買い物ドンドン（テレビ宮崎）：番組開始はライオンの鳴き声から始まり、タイトルコールを言って、その後に提供紹介だった。
- 夏休み妖怪スペシャル オバの魔法使い（フジテレビ系列）：1987年8月10日放送。『ライオンのいただきます』出演者による特別版。放送時間は月曜19:30 - 20:54だが、『月曜ドラマランド』扱いはされなかった。
- フジテレビ系列・平日13:00枠前半
  - ライオン奥様劇場→ライオン午後のサスペンス→ライオン劇場
  - ライオンのいただきます
  - ライオンのごきげんよう：提供読みは台場移転直前の1997年1月から司会の小堺一機が担当していた（オープニングパートのみ。エンディングパートは2000年4月から）。それ以前は当時フジテレビアナウンサーだった八木亜希子が担当していた（1997年1月以降はエンディングパートのみ。八木のフジテレビ退社に伴い2000年4月からエンディングパートも小堺へ変更）。
  - バイキング→バイキングMORE：13時台前半のコーナー開始時に、コーナータイトルと共に「Presented by ライオン」の表記があった。4月18日からは本番組のメインMCである坂上忍や本番組出演者が出演する本番組限定のコラボレーションCM（60秒）も放映されていた。
  - ポップUP!：13時台前半のコーナー開始時に、コーナータイトルと共に「Presented by LION」の表記があり、4月11日 - 終了まで本番組出演者が出演する本番組限定のコラボレーションCM（60秒）も放映されていた。
  - ぽかぽか：13時台前半のコーナー一社提供。『ライオン奥様劇場』から丸59年、同時間帯スポンサーが継続された（2023年1月 - 9月で撤退）。

- フジテレビ系列日曜11:15枠
  - ライオンのミライ☆モンスター番組自体は2014年4月から『ミライ☆モンスター』として放送されているが、2022年3月で放送を終了した『ライオンのグータッチ』から一社提供枠を引き継ぎ、4月3日の放送からタイトルを変更。『ライオンのごきげんよう』・『ライオンのグータッチ』に引き続き、番組放送中は字幕CMを放送。5月1日からは本番組出演者が出演する本番組限定のコラボレーションCM（60秒）も不定期ながら放映されている。2024年秋改編で降板。これによりフジテレビ系列から一社提供番組が消滅した。番組自体は10月以降も継続。（2022年4月 - 2024年9月29日）

##### 一社提供番組のオープニングキャッチ・エンディングのジングル
1964年 - 1990年12月 一社提供のテレビ・ラジオ番組にはライオン独自のオープニングキャッチが放送されていた。
歯磨・油脂の2社体制時代は、TBS系『ケンちゃんチャコちゃん』シリーズや読売テレビ・日本テレビ系『ライオンお笑いネットワーク』、フジテレビ系の『ライオン劇場』（『ライオン奥様劇場』）、ニッポン放送『テレフォン人生相談』にて、サバンナでライオンが吠える様子の実写のオープニングキャッチがジングルとともに放送されていた。
一社に統一と同時に、同じサバンナでライオンの親子が戯れている（吠える場面はなし）実写のオープニングキャッチに変更。1983年にはライオンちゃんをメインとする家族が登場するアニメーションと、緑色をバックにした提供クレジットで構成された物に変更。番組のオープニングコーナーが終了してCMに入る直前に、ライオンのオープニングキャッチを流していた。また、エンディングにキャッチが放送される番組もあった（『〜わがまましてます50人』など）。また、番組によって異なるバージョンもあり、かつての『全国高等学校クイズ選手権』や『びっくり新年会』などの『ライオンスペシャル』では、上記のオープニングキャッチの別バージョンと30秒にわたって関連企業各社を表示する長時間バージョンが放送された。このジングルの歌詞は、やや聴き取り難いが「ヘルシー&ビューティー」である。提供読みは伊藤英敏が担当。沖縄テレビで放送されていた『ライオン天気予報』はこれらのオープニングキャッチからテロップを抜いたものを使用していた時期がある。30秒バージョンのロゴが出る直前で黒画面にフェードアウトし、終わっている。BGMはフランク・ミルズの「詩人と私」だった。
2012年1月1日に企業スローガンが「今日を愛する。」に改定したことに伴って、『ライオンのごきげんよう』の2012年1月5日放送分から、以前からのオープニング映像をそのまま利用する形で、冒頭に「♪今日を愛する、ライオン〜」のジングルが追加された。このオープニングは2012年9月頃で廃止された。
なお上掲のスローガンは、複数スポンサーの共同協賛番組で90秒以上の提供をする場合でもこれらの読み上げ、および字幕表示が行われる（但しこれは通常のアナウンサー読み上げである）。

##### ラジオ
全国ネット番組
なし
ローカル番組
- 山形放送
  - ママラジ（2006年7月1日 - 8月26日）：ライオン提供以前はノンスポンサーだった。現在はスペシャル番組を中心に提供中。

- 文化放送
  - 久保純子 → 菊池桃子のライオンミュージックサタデー（2006年1月7日 - ）

- ABCラジオ
  - みよスポ：ドッキリ!ハッキリ!三代澤康司ですに内包。月曜 - 金曜 9:35頃

- MBSラジオ
  - 交通情報（日曜17:35 - ）

過去
- 全国ネット番組
  - 文化放送
    - ライオン スター歌謡最前線
    - ライオン リクエスト30
    - ライオン リクエスト30・シブがき隊の俺たちマジだぜ
    - ライオン サウンドNo.17・Let it C-C-B
    - ライオン サウンドNo.17・聖飢魔IIの電波帝国
    - LION 𝄞（トーン）No.17・中村雅俊 夢の住む街
    - 森口博子 ナンバショット!
    - 放課後コール!!
    - 私がラジオスター
    - unun
    - ライオン レ・レ・レのレ

  - ニッポン放送
    - バイタリス・フォーク・ビレッジ → ライオン・フォーク・ビレッジ
    - ライオン・ミュージック・ビレッジ
      - 桑田佳祐のミスターポップス!
      - 原田知世 星空愛ランド
      - おねがい!チェッカーズ

    - ライオン・トーク・ビレッジ
      - アイドル危機一髪!公開質問状
      - 加勢大周 ワイルドでいこう

    - テレフォン人生相談（1965年 - 1988年春）
    - ライオン・南こうせつ おもいっきりDO（ど）曜日!
    - 小堺一機と渡辺美里のスーパーオフショット
    - LIONメソッド presents 竹内由恵 人生のメソッド（期間限定番組、2020年7月25日 - 8月29日）：提供アナウンスメントは「LIONメソッド」で放送

- ローカル番組
  - TBSラジオ
    - 森田公一の青春ベストテン：油脂のみ提供、「エメロン」名義。後に明治乳業（現・明治）→ セブン・イレブンと代わった。

  - 文化放送
    - 文化放送ライオンズナイター：番組スタート以来、24年間提供していたが2006年度以降は提供していない。
    - 新宿音楽祭：1980年代 後半に「ライオンスペシャル」として単独提供。

  - FM東京→TOKYO FM
    - ライオン ソープリクエスト：ステレオ歌謡バラエティー内、油脂のみ提供。合併後は『ライオンあなたのリクエスト』に変更。
    - ライオン リスナーズグランプリ

  - 東海ラジオ
    - トップ天気予報（土曜9:50 - 、『源石和輝の土曜スタイル!』内）

  - ラジオ大阪
    - ライオン歯磨 悩みの相談室（1958年7月1日 - 27年間放送）

  - 琉球放送
    - ライオン リビングサロン：平日9時台に放送。1980年代前半に『ライオン奥様劇場』のオープニングで流れたジングルはコーナーが終了する1990年代末まで放送した。その後、スポンサーをヤクルトに変更。

#### 複数社提供番組

##### ラジオ
- 文化放送ライオンズナイター
- ALL TOGETHER NOW 2013 by LION（2013年5月4日・5月5日放送）
民放連加盟局で放送。制作は放送形態で異なりFM局向けはJFN版（55分）のみ5月4日夜の同時ネットだが、それ以外の放送（1時間）については編成の都合上放送時間帯が異なる。

#### 特殊例
- ラヴィット!（TBS系列）：前半部分は通常生CMが放送され、他社CMは放送されない（8:30 - 8:50の間に2回放映、ただし、生CMの放映が1回のみや、生CMの放映がない週があり、その場合は字幕付CMとなる）。前半部分提供時は『はなまるマーケット』時代からの名残で提供読み付きの全面カラー表示となる。
- オールスター感謝祭（同上、2022年3月26日の20:10頃に生CMを1回放映）
  - 佐藤遥子、伊津野亮、佳田玲奈、山本英里、利水つばさの5人がCMを担当している。
- また、2001年頃に、名古屋テレビ（メ〜テレ）、テレビ愛知制作の全国ネットのアニメに（ともにこの枠の広告代理店が東急エージェンシー）、番組提供はしないがP.T扱いでCMを流したことがあった。このような例は初期の頃（1988年春夏）の日本テレビ系列『NNNニュースプラス1』でも同様である（その4年後にあたる1992年10月には、正式なスポンサーとなるが、半年後に降板。のちにP&G（1999年4月から最終回まで）・アリコジャパン（後々のメットライフアリコ→メットライフ生命）にスポンサーが変わり、現在の『news every.』へとつながっている）。

#### その他
- 日本テレビ系とフジテレビ系のクロスネット局であるテレビ大分では、読売テレビ制作ドラマ枠からスポンサーを撤退するまで、全曜日のプライムタイムに当社提供の番組が含まれていた。その後、2008年4月の『金曜プレステージ』の枠移行と『IQサプリ』移行により金曜日枠は消滅。その後、2009年4月に『1分間の深イイ話』の途中から月曜21時枠の30秒提供。そして2010年4月に『IQサプリ』の時間枠上の後継番組『爆笑レッドカーペット』まで続いた土曜19時枠（2021年10月期現在は『芸能人が本気で考えた!ドッキリGP』を放送）が60秒から30秒に縮小し、残りの30秒が金曜20時枠の『ホンネの殿堂!!』途中（2021年10月現在は『爆買い☆スター恩返し』）から金曜プライム枠の番組提供を再開した。しかし2011年10月から『はねるのトびら』に移行したため再び消滅した。かつてプライムタイムではすべての曜日で提供しており、2000年4月、平日にテレビ大分から移行、同時ネット放送に切り替わった『ごきげんよう』を放送していたため、全曜日の全時間帯においてどこかの番組で番組提供している。またテレビ宮崎でも『グータッチ』を同時ネットしているほか、日曜は日本テレビ系の番組（『行列のできる法律相談所→行列のできる相談所』）をプライムタイムに放送しているため、そして、YBS山梨放送とJRT四国放送でも全曜日でライオン提供の番組が見られる（なお、YBS・JRTと前述のTOSは土曜は『世界一受けたい授業』を放送。野村證券が降板した後の『マジカル頭脳パワー!!』の途中から提供。）。
- フジテレビ系では1980年中期まで『オールスター家族対抗歌合戦』などの日曜20時枠を提供し、『七人のHOTめだま』終了と同時に降板。その後1988年4月から2010年3月まで（その間、1998年からの「FNSの日」放送週では再び日曜朝に提供）、日曜のみライオン提供の番組がなかったが、2010年4月に『新報道2001』のスポンサーになったことで再び全曜日でライオン提供の番組が見られるようになった。2011年4月から6月まで『爆笑!大日本アカン警察』で30秒提供となり、一時的ではあるが23年ぶりにフジテレビの日曜20時枠での番組提供を復帰した。なお、2022年4月からは『ミライ☆モンスター』に1社提供を務めている。
- 沖縄テレビでは2016年4月から2022年3月までの6年間、全曜日に当社一社提供枠の番組もしくはコーナー枠（平日の『バイキングMORE』）が含まれていた。2022年4月、土曜日に当社一社提供だった『グータッチ』が終了し、日曜日の『ミライ☆モンスター』に一社提供枠が移ったため土曜日からは一社提供枠が消滅し、土曜日を除く平日と日曜日のみとなり、日曜日は午前中に2本の一社提供番組が組まれている（『ハイサイ新婚さん』と『ミライ☆モンスター』）。
- 札幌テレビでは正午前と21時台の番組で15秒のカウキャッチャーを放送している。
- スポットCMに関しては日本の同業社花王とは対照的で、放映回数は少ない。その割にCM放映秒数は15秒が比較的多い。

## その他
- 牛乳石鹸はもともとライオンから（「小林富次郎商店」の時代に）発売されていた。
- 外国人への配慮として、パッケージには英語で製品カテゴリー（例として、「トップ スーパーNANOX」の場合はLaundry Detergent（洗濯用洗剤））の表記を国内メーカーで先駆けて実施している。
- パッケージに記載の4桁の数字は年月（月と西暦下2桁の組み合わせで、例えば、2023年1月は"0123"となる）で、基本的には製品の発売年月もしくは改変年月を指す。製品のリニューアルはもちろんのこと、配合成分やパッケージ表記等の小変更が生じた場合でも4桁の数字が更新されるため、同一製品・同一パッケージであっても購入時期によっては記載の4桁の数字が異なる場合がある。なお、前述した本社移転に伴って順次、製品パッケージに記載の住所が変更となっており、改良等が行われない製品の場合、記載年月が本社移転の年月であることを示す"0123"となる。
- ライオンの商標登録を侵害したとして、複数回の訴訟を起こしたが、その中には児童書の映画化『ライオンと魔女』もある。
- 東山動物園のライオンが展示されている場所に、コンクリートで作成されたと思われるライオン像がある。経年劣化が激しいが、台座部に「贈 ライオン歯磨」と刻まれている。
- 当社の郵便番号は111-8644である。両国時代は130-8644が使われていたが、下2桁の「44」はライオンの和名の「獅子」に由来する。

### ライオンと相撲
- ライオンは嘗て近代大相撲生誕の地・両国に本社を構え、昭和末期には両国国技館が本社近くに移転。株主総会は国技館で開催されていた。
- そして本社老朽化による移転先の蔵前は、第二次世界大戦後、国技館が「仮の」施設として置かれていた地でもある。

## 不祥事
- 2016年3月1日、消費者庁はライオンが販売する特定保健用食品で、新聞広告における一部の表示が健康増進法の規定に違反として、再発防止などの措置を勧告した。同庁によると、同法に基づき勧告などの処分を行うのは今回が初めてである[33]。